# سادنا سارگام
سادنا سارگام (انگلیسی: Sadhana Sargam؛ زادهٔ ۷ مارس ۱۹۶۹) خواننده اهل هند است. وی از سال ۱۹۷۵ میلادی تاکنون مشغول فعالیت بوده است.
وی همچنین برندهٔ جوایزی همچون جایزه فیلم‌فیر جنوب شده است.